# Pozo Alcón
Pozo Alcón er en by og kommune i det sydlige Spanien i provinsen Jaén. Den har et indbyggertal på 4.550 (2024) indbyggere.